# Schweieraußendeich
Schweieraußendeich ist ein nördlich von Schwei liegender Ortsteil in der Gemeinde Stadland. Schweieraußendich besteht aus zwei Bauerschaften.

## Geschichte
Schweieraußendeich liegt nördlich von Norderschwei und grenzt an Seefelderaußendeich. Die Eindeichung des Schweieraußendeichlandes erfolgte nach 1573. Das Land wurde von der Landesherrschaft in 52 Bauen aufgeteilt und unter verringerten Abgaben unter Meierrecht ausgegeben. Die erste Schule ist für 1620 überliefert. 1965 wurde eine einklassige Schule aufgegeben.

## Verwaltungsgeschichte
Schweieraußendeich gehörte bis 1811 zur Vogtei Schwei. Später war es Teil der eigenständigen Gemeinde Schwei. Von 1933 bis 1948 war es Bestandteil der Gemeinde Rodenkirchen. Seit 1974 ist es Teil der Gemeinde Stadland. Schweieraußendeich besteht aus zwei Bauerschaften.

## Demographie
| Zahl | Einwohner |
| ---- | --------- |
| 1681 | 263       |
| 1762 | 200       |
| 1788 | 239       |
| 1791 | 246       |
| 1793 | 239       |
| 1811 | 262       |
| 1822 | 292       |
| 1855 | 348       |
| 1925 | 315       |
| 1939 | 272       |
| 1946 | 411       |
| 1950 | 396       |
| 1961 | 267       |
| 1970 | 251       |